# Cloruro de vanadio(II)
El cloruro de vanadio(II) es el compuesto inorgánico de fórmula VCl2 y es el cloruro de vanadio más reducido. Es un sólido de color verde manzana que se disuelve en agua para dar soluciones de color púrpura. 

## Preparación, propiedades y compuestos relacionados
El VCl2 sólido se obtiene mediante descomposición térmica del VCl3, que deja como residuo VCl2: 
2 VCl3 → VCl2 + VCl4
El VCl2 se disuelve en agua para dar el ion hexaaquo púrpura [V(H2O)6]2+. La evaporación de dichas soluciones produce cristales de [V(H2O)6]Cl2.
El dicloruro de vanadio se utiliza como reductor especial en química orgánica. En solución acuosa, convierte el ciclohexilnitrato en ciclohexanona. También reduce la fenilazida a anilina.

## Estructura
El VCl2 sólido adopta la estructura del yoduro de cadmio, con geometría de coordinación octaédrica. Los compuestos VBr2 y VI2 son estructural y químicamente similares al dicloruro. Todos tienen la configuración d3 y un estado fundamental cuaternario, similar al del Cr(III). 